# Comuna Mîronivka, Șostka
Mîronivka (în ucraineană Миронівка) este o comună în raionul Șostka, regiunea Sumî, Ucraina, formată din satele Krupeț, Mîronivka (reședința) și Șkîrmanivka.

## Demografie
Componența lingvistică a comunei Mîronivka
     Ucraineană (92,61%)
     Rusă (7,27%)
     Alte limbi (0,06%)
Conform recensământului din 2001, majoritatea populației comunei Mîronivka era vorbitoare de ucraineană (92,61%), existând în minoritate și vorbitori de rusă (7,27%).